# Glenea speciosa
Glenea speciosa é uma espécie de escaravelho da família Cerambycidae. Foi descrita por Charles Joseph Gahan em 1889.